# Callipo Sport 2015-2016
Questa voce raccoglie le informazioni riguardanti il Callipo Sport nelle competizioni ufficiali della stagione 2015-2016.

## Stagione
La stagione 2015-16 è per la Callipo Sport, sponsorizzata dalla Tonno Callipo e dalla regione Calabria, la sesta, la seconda consecutiva, in Serie A2; come allenatore viene scelto Vincenzo Mastrangelo, mentre la rosa è quasi del tutto immutata rispetto all'annata precedente: lasciano la squadra Mauro Gavotto, Bartosz Janeczek, Giacomo Sintini, Bruno Zanuto e Andrea Cesarini, e vengono acquistati Cristian Casoli, Antonio De Paola, Davide Marra, Peter Michalovič, Riccardo Pinelli e Allan de Araújo, quest'ultimo arrivato a stagione in corso. Tra i confermati si registrano: Luca Presta, Marcello Forni, Filippo Vedovotto, Simone Sardanelli e Stanislav Korniienko.
Il campionato inizia con la sconfitta casalinga contro il Junior Volley Civita Castellana; la prima vittoria arriva alla seconda giornata ai danni della Tuscania Volley: a questa ne seguiranno altre nove, prima di chiudere il girone di andata con due stop consecutivi, finendo al secondo posto in classifica, utile per qualificarsi alla Coppa Italia di Serie A2. Il girone di ritorno con quattro vittorie di fila, a cui segue un periodo di risultati altalenanti: nelle ultime quattro giornate la squadra calabrese inanella tre successi di fila per poi concludere con la sconfitta in casa dell'Argos Volley, chiudendo al primo posto in classifica. Nei quarti di finale dei play-off promozione affronta la Libertas Brianza che supera in due gara, accedendo così alle semifinali dove sfida il Volley Tricolore Reggio Emilia: anche in questo caso vince le tre gare necessarie per accedere al turno successivo. Nell'atto finale del campionato la squadra di Vibo Valentia si scontra con l'Argos Volley: dopo aver vinto per le prime due gare, cede per le tre consecutive, consentendo alla formazione di Sora di ottenere la promozione in Serie A1.
Il primo posto al termine del girone di andata della Serie A1 2015-16 consente alla Callipo Sport di partecipare alla Coppa Italia di Serie A2: nei quarti di finale ha la meglio sulla Pallavolo Impavida Ortona, vincendo per 3-1, stesso risultato con cui si aggiudica la semifinale contro l'Emma Villas Volley. In finale la sfida è contro l'Argos Volley: la partita si conclude al tie-break con la vittoria dei calabresi, che si aggiudicano il trofeo per la terza volta, la seconda consecutiva.

## Organigramma societario
Area direttiva
- Presidente: Filippo Callipo
- Vicepresidente: Giacinto Callipo
- Supervisore generale: Michele Ferraro
- Responsabile segreteria: Carmen Maduli
- Amministrazione: Tino Cascia

Area organizzativa
- Team manager: Giuseppe Defina
- Direttore sportivo: Francesco Prestinenzi
- Addetto agli arbitri: Daniele Viviona
- Assistente spirituale: Enzo Varone
- Magazzino: Baah Isaac, Franco Nesci, Rosario Pardea
- Manager del palasport: Ivan Ieracitano

Area tecnica
- Allenatore: Vincenzo Mastrangelo
- Allenatore in seconda: Antonio Valentini
- Responsabile settore giovanile: Tonino Chirumbolo
- Segretario settore giovanile: Dario Palmieri

Area comunicazione
- Addetto stampa: Francesco Latino Iannello
- Speaker: Rino Putrino

Area marketing
- Responsabile marketing: Cinzia Ieracitano

Area sanitaria
- Medico: Antonio Ammendola
- Preparatore atletico: Pasquale Piraino
- Fisioterapista: Michele Cespites, Filippo Fuduli
- Osteopata: Angelo Pellicori
- Nutrizionista: Vincenzo Capilupi

## Rosa
| N° | Nome                 | Ruolo | Data di nascita  | Nazionalità sportiva |
| -- | -------------------- | ----- | ---------------- | -------------------- |
| 1  | Riccardo Pinelli     | P     | 17 febbraio 1991 | Italia               |
| 2  | Stanislav Korniienko | S     | 19 ottobre 1985  | Ucraina              |
| 3  | Davide Marra         | L     | 12 marzo 1984    | Italia               |
| 4  | Raffaele Ferraro     | P     | 24 aprile 1995   | Italia               |
| 5  | Cristian Casoli      | S     | 27 gennaio 1975  | Italia               |
| 6  | Antonio De Paola     | S     | 7 gennaio 1988   | Italia               |
| 7  | Peter Michalovič     | S/O   | 26 maggio 1990   | Slovacchia           |
| 8  | Marcello Forni       | C     | 11 agosto 1980   | Italia               |
| 9  | Filippo Vedovotto    | S     | 2 dicembre 1990  | Italia               |
| 10 | Graziano Maccarone   | C     | 26 agosto 1996   | Italia               |
| 11 | Francesco Corrado    | S/O   | 10 maggio 1997   | Italia               |
| 12 | Simone Sardanelli    | L     | 3 maggio 1994    | Italia               |
| 18 | Allan de Araújo      | S     | 3 maggio 1994    | Italia               |
| 18 | Luca Presta          | C     | 6 dicembre 1995  | Italia               |

## Mercato
| Acquisti | Acquisti         | Acquisti        | Acquisti   |
| R.       | Nome             | da              | Modalità   |
| -------- | ---------------- | --------------- | ---------- |
| S        | Cristian Casoli  | Potentino       | definitivo |
| S        | Allan de Araújo  | Pilar           | definitivo |
| S        | Antonio De Paola | Impavida Ortona | definitivo |
| L        | Davide Marra     | Piacenza        | definitivo |
| S/O      | Peter Michalovič | Impavida Ortona | definitivo |
| P        | Riccardo Pinelli | Matera Bulls    | definitivo |

| Cessioni | Cessioni          | Cessioni          | Cessioni   |
| R.       | Nome              | a                 | Modalità   |
| -------- | ----------------- | ----------------- | ---------- |
| L        | Andrea Cesarini   | Civita Castellana | definitivo |
| S/O      | Mauro Gavotto     | AVS               | definitivo |
| S/O      | Bartosz Janeczek  | Bielsko-Bialskie  | definitivo |
| P        | Manuele Marchiani | Tricolore         | definitivo |
| S/O      | Luka Medić        | ?                 | definitivo |
| C        | Alessandro Paoli  | AVS               | definitivo |
| P        | Giacomo Sintini   | -                 | ritirato   |
| S        | Bruno Zanuto      | Al-Ahly           | definitivo |

## Risultati

### Serie A2

#### Girone di andata
| 1ª giornata - 25 ottobre 2015 PalaValentia, Vibo Valentia           | Callipo         | 1 - 3 | Civita Castellana | 29-27, 20-25, 22-25, 20-25        |
| 2ª giornata - 31 ottobre 2015 Palazzetto dello Sport, Montefiascone | Tuscania        | 1 - 3 | Callipo           | 18-25, 20-25, 25-20, 21-25        |
| 3ª giornata - 7 novembre 2015 PalaValentia, Vibo Valentia           | Callipo         | 3 - 1 | Emma Villas       | 27-25, 25-22, 23-25, 25-17        |
| 4ª giornata - 15 novembre 2015 PalaPrincipi, Potenza Picena         | Potentino       | 1 - 3 | Callipo           | 22-25, 14-25, 25-22, 19-25        |
| 5ª giornata - 22 novembre 2015 PalaValentia, Vibo Valentia          | Callipo         | 3 - 1 | Atlantide Brescia | 25-15, 25-23, 22-25, 25-15        |
| 6ª giornata - 29 novembre 2015 Palasport Comunale, Ortona           | Impavida Ortona | 0 - 3 | Callipo           | 18-25, 19-25, 19-25               |
| 7ª giornata - 4 dicembre 2015 PalaValentia, Vibo Valentia           | Callipo         | 3 - 1 | Club Italia       | 23-25, 25-21, 25-16, 25-19        |
| 8ª giornata - 8 dicembre 2015 Palazzetto dello Sport, Tricase       | Alessano        | 1 - 3 | Callipo           | 23-25, 25-23, 21-25, 19-25        |
| 9ª giornata - 13 dicembre 2015 PalaValentia, Vibo Valentia          | Callipo         | 3 - 0 | Tricolore         | 25-15, 25-23, 25-18               |
| 10ª giornata - 16 dicembre 2015 PalaManera, Mondovì                 | Mondovì         | 2 - 3 | Callipo           | 25-27, 25-20, 25-20, 19-25, 7-15  |
| 11ª giornata - 20 dicembre 2015 PalaValentia, Vibo Valentia         | Callipo         | 3 - 1 | Libertas Brianza  | 25-21, 25-23, 23-25, 25-21        |
| 12ª giornata - 27 dicembre 2015 PalaGrotte, Castellana Grotte       | Materdomini     | 3 - 1 | Callipo           | 25-22, 22-25, 26-24, 25-19        |
| 13ª giornata - 3 gennaio 2016 PalaValentia, Vibo Valentia           | Callipo         | 2 - 3 | Argos             | 25-23, 25-22, 23-25, 29-31, 14-16 |

#### Girone di ritorno
| 14ª giornata - 6 gennaio 2016 Palazzetto dello Sport, Monterotondo | Civita Castellana | 2 - 3 | Callipo         | 21-25, 27-25, 30-32, 31-29, 12-15 |
| 15ª giornata - 10 gennaio 2016 PalaValentia, Vibo Valentia         | Callipo           | 3 - 1 | Tuscania        | 25-23, 25-18, 28-30, 25-22        |
| 16ª giornata - 17 gennaio 2016 PalaEstra, Siena                    | Emma Villas       | 0 - 3 | Callipo         | 21-25, 18-25, 20-25               |
| 17ª giornata - 24 gennaio 2016 PalaValentia, Vibo Valentia         | Callipo           | 3 - 1 | Potentino       | 25-18, 28-30, 25-17, 25-21        |
| 18ª giornata - 1º febbraio 2016 PalaSanFilippo, Brescia            | Atlantide Brescia | 3 - 2 | Callipo         | 17-25, 25-18, 21-25, 25-22, 18-16 |
| 19ª giornata - 14 febbraio 2016 PalaValentia, Vibo Valentia        | Callipo           | 3 - 1 | Impavida Ortona | 25-23, 19-25, 25-16, 25-19        |
| 20ª giornata - 21 febbraio 2016 Palazzetto dello Sport, Roma       | Club Italia       | 3 - 0 | Callipo         | 25-23, 30-28, 25-17               |
| 21ª giornata - 28 febbraio 2016 PalaValentia, Vibo Valentia        | Callipo           | 3 - 0 | Alessano        | 25-20, 39-37, 25-19               |
| 22ª giornata - 5 marzo 2016 PalaBigi, Reggio nell'Emilia           | Tricolore         | 3 - 0 | Callipo         | 25-19, 27-25, 28-26               |
| 23ª giornata - 9 marzo 2016 PalaValentia, Vibo Valentia            | Callipo           | 3 - 0 | Mondovì         | 25-21, 25-22, 25-19               |
| 24ª giornata - 13 aprile 2016 PalaParini, Cantù                    | Libertas Brianza  | 0 - 3 | Callipo         | 23-25, 24-26, 16-25               |
| 25ª giornata - 20 marzo 2016 PalaValentia, Vibo Valentia           | Callipo           | 3 - 1 | Materdomini     | 22-25, 25-21, 25-16, 25-15        |
| 26ª giornata - 27 marzo 2016 PalaPolsinelli, Sora                  | Argos             | 3 - 2 | Callipo         | 23-25, 25-19, 23-25, 25-23, 16-14 |

#### Play-off promozione
| Quarti di finale (gara 1) - 3 aprile 2016 PalaValentia, Vibo Valentia | Callipo          | 3 - 2 | Libertas Brianza | 25-15, 22-25, 21-25, 25-22, 15-11 |
| Quarti di finale (gara 2) - 6 aprile 2016 PalaParini, Cantù           | Libertas Brianza | 0 - 3 | Callipo          | 27-25, 18-25, 19-25               |
| Semifinali (gara 1) - 13 aprile 2016 PalaValentia, Vibo Valentia      | Callipo          | 3 - 0 | Tricolore        | 25-19, 25-21, 31-29               |
| Semifinali (gara 2) - 17 aprile 2016 PalaBigi, Reggio nell'Emilia     | Tricolore        | 2 - 3 | Callipo          | 27-25, 30-28, 22-25, 23-25, 13-15 |
| Semifinali (gara 3) - 20 aprile 2016 PalaValentia, Vibo Valentia      | Callipo          | 3 - 2 | Tricolore        | 19-25, 25-16, 20-25, 25-23, 15-10 |
| Finale (gara 1) - 1º maggio 2016 PalaValentia, Vibo Valentia          | Callipo          | 3 - 0 | Argos            | 25-23, 26-24, 25-18               |
| Finale (gara 2) - 4 maggio 2016 PalaPolsinelli, Sora                  | Argos            | 1 - 3 | Callipo          | 23-25, 18-25, 25-21, 24-26        |
| Finale (gara 3) - 8 maggio 2016 PalaValentia, Vibo Valentia           | Callipo          | 0 - 3 | Argos            | 20-25, 17-25, 15-25               |
| Finale (gara 4) - 11 maggio 2016 PalaPolsinelli, Sora                 | Argos            | 3 - 1 | Callipo          | 22-25, 25-19, 25-13, 25-12        |
| Finale (gara 5) - 15 maggio 2016 PalaValentia, Vibo Valentia          | Callipo          | 1 - 3 | Argos            | 25-20, 23-25, 19-25, 28-30        |

### Coppa Italia di Serie A2

#### Fase a eliminazione diretta
| Quarti di finale - 20 gennaio 2016 PalaValentia, Vibo Valentia | Callipo | 3 - 1 | Impavida Ortona | 25-21, 25-18, 23-25, 25-17        |
| Semifinali - 27 gennaio 2016 PalaValentia, Vibo Valentia       | Callipo | 3 - 1 | Emma Villas     | 26-24, 25-21, 21-25, 25-19        |
| Finale - 7 febbraio 2016 Mediolanum Forum, Assago              | Argos   | 2 - 3 | Callipo         | 21-25, 25-20, 21-25, 25-23, 12-15 |

## Statistiche

### Statistiche di squadra
| Competizione             | Punti | In casa | In casa | In casa | In trasferta | In trasferta | In trasferta | Totale | Totale | Totale |
| Competizione             | Punti | G       | V       | P       | G            | V            | P            | G      | V      | P      |
| ------------------------ | ----- | ------- | ------- | ------- | ------------ | ------------ | ------------ | ------ | ------ | ------ |
| Serie A2                 | 58    | 19      | 15      | 4       | 17           | 11           | 6            | 36     | 26     | 10     |
| Coppa Italia di Serie A2 | -     | 2       | 2       | 0       | -            | -            | -            | 3      | 3      | 0      |
| Totale                   | -     | 21      | 17      | 4       | 17           | 11           | 7            | 39     | 29     | 10     |

G = partite giocate; V = partite vinte; P = partite perse

### Statistiche dei giocatori
| Giocatore     | Serie A2 | Serie A2 | Serie A2 | Serie A2 | Serie A2 | Coppa Italia di Serie A2 | Coppa Italia di Serie A2 | Coppa Italia di Serie A2 | Coppa Italia di Serie A2 | Coppa Italia di Serie A2 | Totale | Totale | Totale | Totale | Totale |
| Giocatore     | P        | PT       | AV       | MV       | BV       | P                        | PT                       | AV                       | MV                       | BV                       | P      | PT     | AV     | MV     | BV     |
| ------------- | -------- | -------- | -------- | -------- | -------- | ------------------------ | ------------------------ | ------------------------ | ------------------------ | ------------------------ | ------ | ------ | ------ | ------ | ------ |
| C. Casoli     | 35       | 332      | 288      | 29       | 15       | 3                        | 46                       | 37                       | 8                        | 1                        | 38     | 378    | 325    | 37     | 16     |
| F. Corrado    | 5        | 3        | 3        | 0        | 0        | 0                        | 0                        | 0                        | 0                        | 0                        | 5      | 3      | 3      | 0      | 0      |
| A. De Paola   | 15       | 163      | 137      | 21       | 5        | -                        | -                        | -                        | -                        | -                        | 15     | 163    | 137    | 21     | 5      |
| R. Ferraro    | 4        | 1        | 0        | 0        | 1        | 0                        | 0                        | 0                        | 0                        | 0                        | 4      | 1      | 0      | 0      | 1      |
| M. Forni      | 32       | 283      | 157      | 113      | 13       | 3                        | 29                       | 17                       | 10                       | 2                        | 35     | 312    | 174    | 123    | 15     |
| S. Korniienko | 13       | 8        | 5        | 1        | 2        | 1                        | 0                        | 0                        | 0                        | 0                        | 14     | 8      | 5      | 1      | 2      |
| G. Maccarone  | 12       | 38       | 28       | 10       | 0        | 0                        | 0                        | 0                        | 0                        | 0                        | 12     | 38     | 28     | 10     | 0      |
| D. Marra      | 36       | 2        | 1        | 1        | -        | 3                        | -                        | -                        | -                        | -                        | 39     | 2      | 1      | 1      | -      |
| P. Michalovič | 36       | 707      | 610      | 59       | 38       | 3                        | 68                       | 60                       | 7                        | 1                        | 39     | 775    | 670    | 66     | 39     |
| R. Pinelli    | 36       | 68       | 13       | 26       | 29       | 3                        | 3                        | 1                        | 2                        | 0                        | 39     | 71     | 14     | 28     | 29     |
| L. Presta     | 36       | 281      | 166      | 93       | 22       | 3                        | 15                       | 1                        | 6                        | 0                        | 39     | 269    | 175    | 99     | 22     |
| S. Sardanelli | 13       | 4        | -        | -        | 4        | 1                        | -                        | -                        | -                        | -                        | 14     | 4      | -      | -      | 4      |
| A. de Araújo  | 15       | 37       | 31       | 1        | 5        | -                        | -                        | -                        | -                        | -                        | 15     | 37     | 31     | 1      | 5      |
| F. Vedovotto  | 36       | 443      | 375      | 35       | 33       | 3                        | 38                       | 34                       | 3                        | 1                        | 39     | 481    | 409    | 38     | 34     |

P = presenze; PT = punti totali; AV = attacchi vincenti; MV = muri vincenti; BV = battute vincenti